# Walton and Slavin
Walton and Slavin is een collectie van vier Amerikaanse films uit 1894. De films werden gemaakt door Thomas Edison en tonen John Slavin en Charles F. Walton.